# Most Krka
Most Krka (chorvatsky most preko rijeke Krke) je dálniční most v Chorvatsku. Nachází se na dálnici A1, v jejím úseku mezi výjezdy Skradin a Šibenik, nedaleko národního parku Krka.

## Popis
Železobetonový most je dlouhý 391 m, údolí řeky Krky překlenuje 204 m dlouhým a 56 m vysokým obloukem. Mostovka má dva jízdní pruhy pro každý směr jízdy. Povolená maximální rychlost je 100 km/h. 
Výstavba mostu započala v lednu 2003 a skončila v prosinci 2004. Most byl vybaven také i monitorovacím systémem, aby bylo možné sledovat různá pnutí či deformace.